# Edgar Degas (Rose)
Die Rosensorte Edgar Degas (syn. ‘DELstrorange’, ‘Deltrisang’) ist eine intensiv hellrosa-dunkelrosa gestreifte, öfterblühende Strauchrose mit gelbem Blütengrund, die von Delbard 1997 in Frankreich und 2002 in Deutschland eingeführt wurde. Sie wurde 1994 als Sport der Rosensorte ‘Henri Matisse’ von Guy Delbard entdeckt.

## Ausbildung

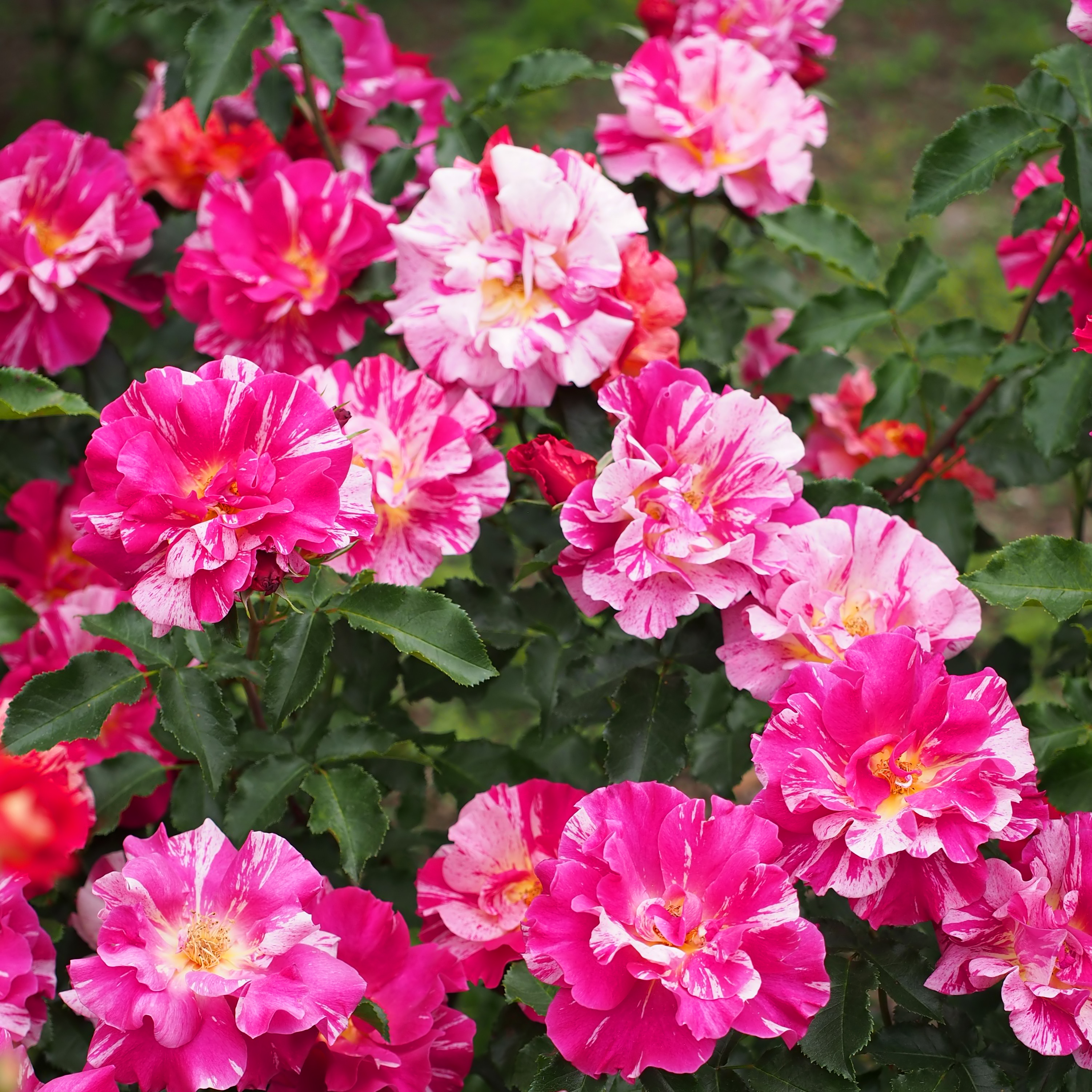
‘Edgar Degas’ in voller Blüte

Die buschig, aufrecht wachsende Rose ‘Edgar Degas’ bildet einen niedrigen, kompakten Strauch aus. Die Rosenpflanze wird etwa 60 cm bis 80 cm hoch. Die  meist einzeln, nur vereinzelt büschelartig angeordneten Blüten werden aus 40 bis 48 gebogenen Petalen gebildet. Sie formen eine locker gefüllte Blüte aus. Die Rose besitzt halbgefüllte, 6 bis 8 cm große, lebhaft gestreifte Blüten und große, mittel- bis dunkelgrüne, robuste Blätter. Die Rosensorte ‘Edgar Degas’ zeichnet sich durch einen langanhaltenden, leichten Duft nach Zitronen und Alten Rosen aus.
Die kräftig remontierende Rose ist  winterhart (USDA-Klimazone 6b bis 9b). Sie blüht anhaltend von Mai bis in den späten Herbst und ist resistent gegenüber den bekannten Rosenkrankheiten.
Die Rose eignet sich zur Bepflanzung von niedrigen Blumenrabatten und Bauerngärten. Die Rose ‘Edgar Degas’ findet auch in der Floristik als Schnittrose Verwendung. In der Vase neigt die Rose zum Verblassen.
Die Rosensorte wird in zahlreichen Rosarien und Gärten der der Welt, unter anderem im Roseraie littéraire in Talence und im Europa-Rosarium Sangerhausen gezeigt.

## Namensgebung
Die Rose wurde von Guy Delbard zu Ehren des französischen Malers und Plastiker Edgar Degas, einem der  bedeutenden Vertreter der Moderne, benannt. Sie gehört mit den Rosensorten ‘Alfred Sisley’, ‘Marc Chagall’, ‘Henri Matisse’, ‘Camille Pissarro’, ‘Maurice Utrillo’, ‘Claude Monet’, ‘Paul Cézanne’ und ‘Paul Gauguin’ zu den so genannten französischen Malerosen (Rose des Peintres).